# 1206
1206 (MCCVI) fue un año común comenzado en domingo del calendario juliano.

## Acontecimientos
- 26 de marzo - Tratado de Cabreros, firmado por Alfonso IX de León y Alfonso VIII de Castilla.
- Temujin es proclamado Genghis Khan del pueblo Mongol, fundando el Imperio mongol
- Qutb-ud-din Aybak proclama la dinastía mameluca en la India, la primera dinastía del Sultanato de Delhi.
- Hermanos Livonios de la Espada en alianza con los semigalianos conquistan a los livos.

## Nacimientos
- Bela IV de Hungría
- Guyuk Kan, gran kan mongol (f. 1248).

## Fallecimientos
- 4 de junio - Adela de Champaña, reina de Luis VII de Francia